# Општина Кулијакан (Синалоа)
Кулијакан (шп. Culiacán) општина је у Мексику у савезној држави Синалоа. Општина се налази на надморској висини од 64 м.

## Становништво
Према подацима из 2010. у општини је живело 858638 становника.

### Хронологија
| Година       | 2000                     | 2005                     | 2010                     |
| ------------ | ------------------------ | ------------------------ | ------------------------ |
| Становништво | 745537 (366955 / 378582) | 793730 (390613 / 403117) | 858638 (422507 / 436131) |

### Попис
| \| \| м \| \| \| ж \| \| 0—2 \| 23.930 \| \| \| 23.100 \| \| 3—5 \| 25.258 \| \| \| 24.416 \| \| 6—11 \| 49.909 \| \| \| 48.819 \| \| 12—14 \| 25.154 \| \| \| 24.005 \| \| 15—17 \| 25.813 \| \| \| 25.109 \| \| 18—24 \| 56.221 \| \| \| 57.385 \| \| 60+ \| 32.115 \| \| \| 36.952 \| \| Просек : \| 28,7 \| \| \| 29,6 \| |        |  |  |        |
| |        |  |  |        |
| | м      |  |  | ж      |
| 0—2 | 23.930 |  |  | 23.100 |
| 3—5 | 25.258 |  |  | 24.416 |
| 6—11 | 49.909 |  |  | 48.819 |
| 12—14 | 25.154 |  |  | 24.005 |
| 15—17 | 25.813 |  |  | 25.109 |
| 18—24 | 56.221 |  |  | 57.385 |
| 60+ | 32.115 |  |  | 36.952 |
| Просек : | 28,7   |  |  | 29,6   |

| #   | Индикатор                                                                                        | Вредност |
| --- | ------------------------------------------------------------------------------------------------ | -------- |
| 1   | Становништво од 0 до 2 године                                                                    | 47030    |
| 2   | Мушко становништво од 0 до 2 године                                                              | 23930    |
| 3   | Женско становништво од 0 до 2 године                                                             | 23100    |
| 4   | Становништво са 3 и више година                                                                  | 805345   |
| 5   | Мушко становништво са 3 и више година                                                            | 395459   |
| 6   | Женско становништво са 3 и више година                                                           | 409886   |
| 7   | Становништво са 5 и више година                                                                  | 772198   |
| 8   | Мушко становништво са 5 и више година                                                            | 378638   |
| 9   | Женско становништво са 5 и више година                                                           | 393560   |
| 10  | Становништво са 12 и више година                                                                 | 656943   |
| 11  | Мушко становништво са 12 и више година                                                           | 320292   |
| 12  | Женско становништво са 12 и више година                                                          | 336651   |
| 13  | Становништво са 15 и више година                                                                 | 607784   |
| 14  | Мушко становништво са 15 и више година                                                           | 295138   |
| 15  | Женско становништво са 15 и више година                                                          | 312646   |
| 16  | Становништво са 18 и више година                                                                 | 556862   |
| 17  | Мушко становништво са 18 и више година                                                           | 269325   |
| 18  | Женско становништво са 18 и више година                                                          | 287537   |
| 19  | Становништво од 3 до 5 година                                                                    | 49674    |
| 20  | Мушко становништво од 3 до 5 година                                                              | 25258    |
| 21  | Женско становништво од 3 до 5 година                                                             | 24416    |
| 22  | Становништво од 6 до 11 година                                                                   | 98728    |
| 23  | Мушко становништво од 6 до 11 година                                                             | 49909    |
| 24  | Женско становништво од 6 до 11 година                                                            | 48819    |
| 25  | Становништво од 8 до 14 година                                                                   | 115212   |
| 26  | Мушко становништво од 8 до 14 година                                                             | 58549    |
| 27  | Женско становништво од 8 до 14 година                                                            | 56663    |
| 28  | Становништво од 12 до 14 година                                                                  | 49159    |
| 29  | Мушко становништво од 12 до 14 година                                                            | 25154    |
| 30  | Женско становништво од 12 до 14 година                                                           | 24005    |
| 31  | Становништво од 15 до 17 година                                                                  | 50922    |
| 32  | Мушко становништво од 15 до 17 година                                                            | 25813    |
| 33  | Женско становништво од 15 до 17 година                                                           | 25109    |
| 34  | Становништво од 18 до 24 године                                                                  | 113606   |
| 35  | Мушко становништво од 18 до 24 године                                                            | 56221    |
| 36  | Женско становништво од 18 до 24 године                                                           | 57385    |
| 37  | Женско становништво од 15 до 49 година                                                           | 239950   |
| 38  | Становништво са 60 и више година                                                                 | 69067    |
| 39  | Мушко становништво са 60 и више година                                                           | 32115    |
| 40  | Женско становништво са 60 и више година                                                          | 36952    |
| 41  | Однос између мушкараца и жена                                                                    | 96.88    |
| 42  | Становништво од нуле до 14 година                                                                | 244591   |
| 43  | Становништво од 15 до 64 године                                                                  | 561276   |
| 44  | Становништво од 65 година и више                                                                 | 46508    |
| 45  | Просечан број деце                                                                               | 2.28     |
| 46  | Становништво рођено у ентитету                                                                   | 762792   |
| 47  | Мушко становништво рођено у ентитету                                                             | 374896   |
| 48  | Женско становништво рођено у ентитету                                                            | 387896   |
| 49  | Становништво рођено у другом ентитету                                                            | 80853    |
| 50  | Мушко становништво рођено у другом ентитету                                                      | 40104    |
| 51  | Женско становништво рођено у другом ентитету                                                     | 40749    |
| 52  | Становништво од 5 година и више резидентно у ентитету у јуну 2005. године                        | 740252   |
| 53  | Мушко становништво старосног доба од 5 година и више, резидентно у ентитету у јуну 2005. године  | 361455   |
| 54  | Женско становништво старосног доба од 5 и више година, резидентно у ентитету у јуну 2005. године | 378797   |
| 55  | Становништво од 5 година и више које је живело у другом ентитету у јуну 2005. године             | 20329    |
| 56  | Мушко становништво старије од 5 година које је живело у другом ентитету у јуну 2005. године      | 10652    |
| 57  | Женско становништво старије од 5 година које је живело у другом ентитету у јуну 2005. године     | 9677     |
| 58  | Становништво од 3 године и више које говори аутохтони језик                                      | 2824     |
| 59  | Мушко становништво старо 3 године и више које говори аутохтони језик                             | 1563     |
| 60  | Женско становништво старо 3 године и више које говори аутохтони језик                            | 1261     |
| 61  | Становништво од 3 године и више које говори аутохтони језик и не говори шпански језик            | 32       |
| 62  | Мушко становништво старо 3 године и више које говори аутохтони језик и не говори шпански         | 15       |
| 63  | Женско становништво старо 3 године и више које говори аутохтони језик и не говори шпански језик  | 17       |
| 64  | Становништво старо 3 године и више које говори аутохтони језик и шпански                         | 1507     |
| 65  | Мушко становништво старо 3 године и више које говори аутохтони језик и шпански                   | 876      |
| 66  | Женско становништво старо 3 године и више које говори аутохтони језик и шпански                  | 631      |
| 67  | Становништво од 5 година и више које говори аутохтони језик                                      | 2733     |
| 68  | Становништво од 5 година и више које говори аутохтони језик и не говори шпански језик            | 22       |
| 69  | Становништво од 5 година и више које говори аутохтони језик и говори шпански језик               | 1479     |
| 70  | Становништво у домородачким домаћинствима                                                        | 4986     |
| 71  | Становништво са ограничењима у активностима                                                      | 28298    |
| 72  | Становништво са ограниченим ходањем или кретањем, горе или доле                                  | 15775    |
| 73  | Становници са ограничењима вида, чак и уз кориштење сочива                                       | 6971     |
| 74  | Становништво са ограничењима говора, комуникације или конверзације                               | 2614     |
| 75  | Становништво са ограниченим слухом                                                               | 2321     |
| 76  | Становништво са ограничењима при одевању, купању или јелу                                        | 1344     |
| 77  | Становништво са ограничењима у опажању или учењу једноставних ствари                             | 1506     |
| 78  | Становништво са менталним ограничењима                                                           | 3609     |
| 79  | Становништво без ограничења активности                                                           | 818145   |
| 80  | Становништво од 3 до 5 година које не похађа школу                                               | 22061    |
| 81  | Мушко становништво од 3 до 5 година које не похађа школу                                         | 11238    |
| 82  | Женско становништво од 3 до 5 година које не похађа школу                                        | 10823    |
| 83  | Становништво од 6 до 11 година које не похађа школу                                              | 2402     |
| 84  | Мушко становништво од 6 до 11 година које не похађа школу                                        | 1263     |
| 85  | Женско становништво од 6 до 11 година које не похађа школу                                       | 1139     |
| 86  | Становништво од 12 до 14 година које не похађа школу                                             | 3011     |
| 87  | Мушко становништво од 12 до 14 година које не похађа школу                                       | 1752     |
| 88  | Женско становништво од 12 до 14 година које не похађа школу                                      | 1259     |
| 89  | Становништво од 15 до 17 година похађа школу                                                     | 38424    |
| 90  | Мушко становништво од 15 до 17 година похађа школу                                               | 19083    |
| 91  | Женско становништво између 15 и 17 година живота у школи                                         | 19341    |
| 92  | Становништво од 18 до 24 године похађа школу                                                     | 42783    |
| 93  | Мушко становништво од 18 до 24 године похађа школу                                               | 21181    |
| 94  | Женско становништво од 18 до 24 године похађа школу                                              | 21602    |
| 95  | Становништво од 8 до 14 година које не може да чита и пише                                       | 1754     |
| 96  | Мушко становништво старосног доба од 8 до 14 година које не може да чита и пише                  | 1064     |
| 97  | Женско становништво старосног доби од 8 до 14 година које не може да чита и пише                 | 690      |
| 98  | Становништво од 15 година и више које је неписмено                                               | 22724    |
| 99  | Мушко становништво од 15 година и више које је неписмено                                         | 11781    |
| 100 | Женско становништво од 15 година и више које је неписмено                                        | 10943    |
| 101 | Становништво старо 15 и више година без школовања                                                | 29131    |
| 102 | Мушко становништво старо 15 и више година без школовања                                          | 15134    |
| 103 | Женско становништво старо 15 и више година без школовања                                         | 13997    |
| 104 | Становништво старосног доба 15 и више година са непотпуним основним образовањем                  | 65789    |
| 105 | Мушко становништво старосног доба од 15 година и више са непотпуном основним образовањем         | 31941    |
| 106 | Женско становништво старосног доба 15 и више година са непотпуном основним образовањем           | 33848    |
| 107 | Становништво старо 15 и више година са комплетним основним образовањем                           | 72097    |
| 108 | Мушко становништво старо 15 година и више са комплетним основним образовањем                     | 33411    |
| 109 | Женско становништво старо 15 и више година са комплетним основним образовањем                    | 38686    |
| 110 | Становништво старосног доба 15 и више година са непотпуним средњим образовањем                   | 35471    |
| 111 | Мушко становништво старосног доба од 15 година и више са непотпуним средњим образовањем          | 19522    |
| 112 | Женско становништво старосног доба од 15 година и више са непотпуним средњим образовањем         | 15949    |
| 113 | Становништво старо 15 и више година са пуним секундарном образовањем                             | 98372    |
| 114 | Мушко становништво старосног доба од 15 година и више са пуним секундарном образовањем           | 47168    |
| 115 | Женско становништво старосног доба од 15 година и више са пуним секундарном образовањем          | 51204    |
| 116 | Становништво старије од 18 година са постосновним образовањем                                    | 282161   |
| 117 | Мушко становништво старије од 18 година са постосновним образовањем                              | 137480   |
| 118 | Женско становништво старије од 18 година са постосновним образовањем                             | 144681   |
| 119 | Просечна оцена школовања                                                                         | 9.93     |
| 120 | Просечан ниво образовања мушке популације                                                        | 9.92     |
| 121 | Просечан ниво образовања женског становништва                                                    | 9.93     |
| 122 | Економски активно становништво                                                                   | 363899   |
| 123 | Економски активна мушка популација                                                               | 234042   |
| 124 | Економски активна женска популација                                                              | 129857   |
| 125 | Становништво које није економски активно                                                         | 290142   |
| 126 | Мушко становништво које није економски активно                                                   | 84578    |
| 127 | Женско становништво које није економски активно                                                  | 205564   |
| 128 | Запослено становништво                                                                           | 352181   |
| 129 | Запослено мушко становништво                                                                     | 225168   |
| 130 | Запослено женско становништво                                                                    | 127013   |
| 131 | Незапослена популација                                                                           | 11718    |
| 132 | Незапослена мушка популација                                                                     | 8874     |
| 133 | Незапослена женска популација                                                                    | 2844     |
| 134 | Становништво без права на здравствене услуге                                                     | 219148   |
| 135 | Становништво које има право на здравствене услуге                                                | 631244   |
| 136 | Становништво које има право на ИМСС                                                              | 407365   |
| 137 | Становништво које има право на социјално осигурање                                               | 85193    |
| 138 | Становништво које има право на државно социјално осигурање                                       | 2291     |
| 139 | Становништво које има право на опште осигурање или здравствено осигурање за нову генерацију      | 132817   |
| 140 | Становништво које је било једном или није било у браку током 12 година и више                    | 231454   |
| 141 | Венчано или уједињено становништво од 12 година и више                                           | 356401   |
| 142 | Становништво које је било у браку или уједињено 12 година и више                                 | 67422    |
| 143 | Становништво са католичком религијом                                                             | 717280   |
| 144 | Протестанти, еванђелисти и библијски следбеници различити од еванђелиста                         | 62227    |
| 145 | Становништво са другим религијама различитим од претходних                                       | 301      |
| 146 | Становништво без религије                                                                        | 60511    |
| 147 | Укупно пописаних домаћинства                                                                     | 218224   |
| 148 | Пописна домаћинства на челу са мушкарцима                                                        | 158443   |
| 149 | Пописна домаћинства на челу са женама                                                            | 59781    |
| 150 | Становништво у пописним домаћинствима                                                            | 848563   |
| 151 | Становништво у пописним домаћинствима на челу са мушкарцима                                      | 639354   |
| 152 | Становништво у пописним домаћинствима на челу са женама                                          | 209209   |
| 153 | Укупно домаћинстава                                                                              | 280735   |
| 154 | Укупно насељених домаћинстава                                                                    | 220230   |
| 155 | Укупно приватних кућа                                                                            | 278729   |
| 156 | Насељени приватни домови                                                                         | 218224   |
| 157 | Укупно насељених приватних кућа                                                                  | 220178   |
| 158 | Ненасељене приватне куће                                                                         | 44446    |
| 159 | Појединачна домаћинства за привремену употребу                                                   | 16059    |
| 160 | Становници у насељеним приватним кућама                                                          | 848563   |
| 161 | Насељеност станара у приватним становима                                                         | 3.89     |
| 162 | Просечно становника по соби у приватним насељеним домаћинствима                                  | 1        |
| 163 | Појединачна домаћинства са подовима од различитих материјала од земље                            | 207205   |
| 164 | Појединачна домаћинства у приземљу                                                               | 9015     |
| 165 | Појединачна домаћинства са једном спаваћом собом                                                 | 63325    |
| 166 | Појединачна домаћинства са две спаваће собе и више                                               | 153807   |
| 167 | Појединачна домаћинства са једним собом                                                          | 6278     |
| 168 | Појединачна домаћинства са две собе                                                              | 26588    |
| 169 | Појединачна домаћинства са 3 собе и више                                                         | 183890   |
| 170 | Појединачна домаћинства која имају електрично светло                                             | 215997   |
| 171 | Појединачна домаћинства која немају електрично светло                                            | 1365     |
| 172 | Појединачна домаћинства која имају водоводну воду у стамбеном простору                           | 207403   |
| 173 | Појединачна домаћинства која немају водоводну воду у стамбеном простору                          | 9233     |
| 174 | Појединачна домаћинства која имају тоалет                                                        | 211361   |
| 175 | Појединачна домаћинства која имају канализацију                                                  | 208937   |
| 176 | Појединачна домаћинства која немају канализацију                                                 | 7364     |
| 177 | Појединачна домаћинства која имају електрично светло, довод воде из јавне мреже и канализацију   | 202344   |
| 178 | Појединачна домаћинства без икаквих услова                                                       | 1058     |
| 179 | Појединачна домаћинства која имају радио                                                         | 142869   |
| 180 | Појединачна домаћинства која имају телевизор                                                     | 212044   |
| 181 | Појединачна домаћинства која имају фрижидер                                                      | 209804   |
| 182 | Појединачна домаћинства која имају машину за веш                                                 | 172454   |
| 183 | Појединачна домаћинства која имају аутомобил или комби                                           | 140711   |
| 184 | Појединачна домаћинства која имају рачунар                                                       | 90106    |
| 185 | Појединачна домаћинства која имају фиксну телефонску линију                                      | 111453   |
| 186 | Појединачна домаћинства која имају мобилни телефон                                               | 183061   |
| 187 | Појединачна домаћинства која имају приступ интернету                                             | 71306    |